# Kyrkhults distrikt
Kyrkhults distrikt är ett distrikt i Olofströms kommun och Blekinge län. 
Distriktet ligger norr om Olofström. 

## Tidigare administrativ tillhörighet
Distriktet inrättades 2016 och utgörs av en del av det område som Olofströms köping utgjorde till 1971, och där detta område utgjort Kyrkhults socken till 1967 då den uppgick i köpingen.
Området motsvarar den omfattning Kyrkhults församling hade vid årsskiftet 1999/2000.